# Lage Mierde

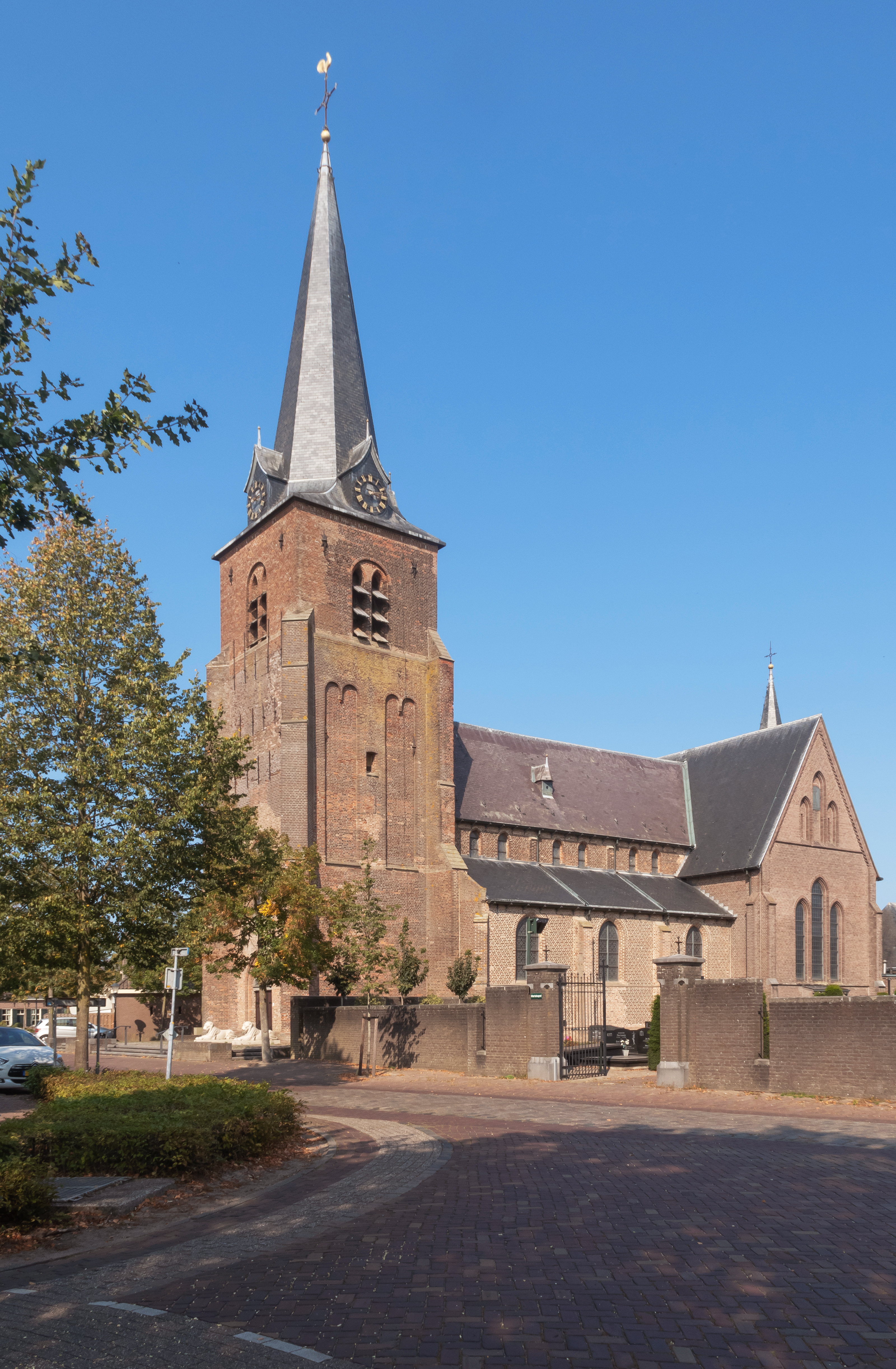
Sint-Stephanuskerk

Lage Mierde (Brabants: Léégu Mierd) is een dorp dat deel uitmaakt van de gemeente Reusel-De Mierden, in de Nederlandse provincie Noord-Brabant. Het dorp is gelegen in regio de Kempen en maakt onderdeel uit van de streek Acht Zaligheden.
Tot de gemeentelijke herindeling van 1997 vormde Lage Mierde samen met Hooge Mierde en Hulsel de gemeente Hooge en Lage Mierde.

## Toponymie
De oudste spelling van Mierde is Mirta of Myrta, waarvan de betekenis onduidelijk is. Later kwam ook Mier en Meijerdt voor, alsmede Mierde Superior (Hooge Mierde) en Mierde Inferior (Lage Mierde).

## Geschiedenis
De allereerste bewijzen van bewoning op de plaats van het huidige Lage Mierde dateren van nog voor onze jaartelling.
Lage Mierde en het nabijgelegen Hooge Mierde hebben een min of meer gemeenschappelijke geschiedenis. Reeds vóór 1201 behoorde het patronaatsrecht toe aan de Norbertijner Abdij van Floreffe. Hooge en Lage Mierde vormden toen nog één parochie. Nadat het tiendrecht van de Mierden in 1212 uit de handen van Dirk II van Altena aan de Abdij van Averbode was gekomen, ontstond tussen de beide abdijen een conflict.
In 1298 kwam het gebied onder invloed van Hertog Jan II van Brabant. Jan III van Brabant verkocht in 1331 zijn bezittingen aan de bewoners van De Mierden. Het was dus een hertogsdorp, en sinds 1648 een statendorp, zonder heer.
In 1520 werden de parochies gesplitst en kwam het patronaatsrecht van Lage Mierde aan de Abdij van Floreffe. Op 5 mei 1682 werd het patronaatsrecht van Floreffe op de Abdij van Postel overgedragen en dit bleef zo tot 1835, waarna de pastoor door het Bisdom 's-Hertogenbosch werd benoemd.
Lage Mierde behoorde bij het Kwartier van Oisterwijk van de Meierij van 's-Hertogenbosch.
Lage Mierde beschikte al over een eigen raadskamer vanaf de 18e eeuw en daarom is Lage Mierde altijd het bestuurlijke middelpunt geweest van de vroegere gemeente Hooge en Lage Mierde. Dit ondanks het feit dat Hooge Mierde steeds een bijna even groot aantal inwoners kende. Aan het dorpsplein vindt men dan ook twee (voormalige) gemeentehuizen.
Een belangrijk historisch feit voor het dorp was het verkopen van grond aan de levensverzekeringsmaatschappij De Utrecht in het jaar 1898. Het door de nieuwe eigenaar gekochte gebied ten noorden en ten westen van het dorp werd planmatig ontgonnen en bebost, hetgeen resulteerde in het Landgoed de Utrecht.
In 1903 kwamen de Zusters van Schijndel naar Lage Mierde. Ze bouwden er een klooster, en beoefenden liefdewerk, zoals de bejaardenzorg. In de jaren 70 van de 20e eeuw vertrokken ze weer. Het klooster werd vervangen door zorgcentrum Lindenhof, maar de kapel bleef behouden en maakt onderdeel van dit centrum uit.
In de jaren na 1948 lag er vlak buiten Lage Mierde een opvangkamp voor KNIL-militairen uit Indonesië, tegenwoordig is daar de gemeentewerf gevestigd. Een van de kampgebouwen is tegenwoordig in het Nederlands Openluchtmuseum te Arnhem herbouwd.

## Bezienswaardigheden
- De Sint-Stefanuskerk, waarvan de toren het oudste onderdeel is en, evenals het basilicale schip, uit de 15e eeuw stamt. De kerk was van 1648 tot 1803 niet in gebruik. De katholieken maakten toen gebruik van een schuurkerk. Nadat ze de kerk hadden teruggekregen werd ze een aantal malen hersteld. In 1912 werd ze door architect Jacobus van Gils vergroot met een dwarsbeuk en een nieuw priesterkoor. Voor de kerk bevindt zich een grafkruis uit 1628. In de kerk is een doopvont uit de 14e eeuw.De Lagemierdse kerktoren was vroeger afgedekt door een laag kapje, dat al te zien was op een schetstekening van Hendrik Verhees uit 1788. In 1909 liet de toenmalige pastoor Timmer echter een hoge slanke spits op de toren plaatsen die bekroond werd met een bol met daaronder een zogenaamde lantaarn. Later werd de bol van de toren verwijderd omdat ze steeds voor lekkages zorgde. Ze werd vervangen door een spits. In 1940 is het kruis van de Sint-Stephanustoren er door een zware storm afgerukt, maar dit is later weer teruggeplaatst.
- Pastorie tegenover de kerk, een fraai herenhuis met torentje.
- Het Vloeieind, enkele honderden meter ten zuiden van de dorpskern, is een driehoekig grasveld dat omgeven is door fraaie huizen en boerderijen, zoals een herenhuis uit 1760 met een fraaie beeldentuin, en Den Olijmolen uit 1832.
- Mariakapel aan het Vloeieind, een bakstenen bouwwerkje uit 1937 met een nis waarin een Mariabeeld staat. Het is te danken aan de toenmalige burgemeester Herculeyns, die een bedevaart naar Lourdes heeft gemaakt.
- De kapel van het voormalige klooster der Zusters van Schijndel, uit 1903, werd in 1979 gerestaureerd en bevat nog een glas-in-loodraam. Ze is verbonden met het Zorgcentrum "Lindenhof".
- Bronzen beeldje van Barmond, een paard, door Harry Storms uit Sterksel, uit 1986, op het Dorpsplein
- Voormalig gemeentehuis, uit 1929, aan Dorpsplein 13, voorzien van gemeentewapen van de voormalige gemeente Hooge en Lage Mierde.
- Huis "De 7 linden", Dorpsplein 11, met fraaie leilinden voor dit huis en de naastliggende huizen.

## Natuur en landschap
Lage Mierde ligt op een rug tussen de riviertjes Raamloop en Reusel, die ten noorden van het dorp bij elkaar komen, op het landgoed Wellenseind dat grenst aan Landgoed de Utrecht. Ten westen van het dorp bevindt zich de Wellenseindse Heide, waarin enkele vennen liggen. Ook de Mispeleindse Heide, een natuurgebied ten noorden van Lage Mierde, maakt deel uit van Landgoed de Utrecht.
De onmiddellijke omgeving van het dorp bestaat voornamelijk uit landbouwgebied.

## Sport- en verenigingsleven
In het dorp kent men een actief verenigingsleven waaronder twee schuttersgilden en verschillende buurtverenigingen, waaronder buurtvereniging 'Kloosterstraat e.o.' en buurtvereniging 'het draaipotje'. 
In 1925 wordt er in Lage Mierde voor de eerste keer gevoetbald in clubverband. Het voetbalveld was in die beginjaren gevestigd aan de voormalige straat Reuselsedijk. Vijf jaar later wordt het nieuwe veld aan de akkerstraat in gebruik genomen. De voetbalvereniging is toen net omgedoopt in v.v. Juliana waar het voorheen "Samenspel Doet Overwinnen- S.D.O." heette. v.v. Juliana ging vier jaar later weer tenonder. In 1939 werd S.D.O. opnieuw opgericht onder de nu nog steeds gebruikte naam S.D.O.'39.
Tijdens carnaval heten de inwoners 'Peperbussen'. Die naam hebben ze te danken aan de Sint-Stephanuskerk. De Lagemierdse kerktoren had vroeger een laag kapje op de kerk staan. Een kerk met een laag kapje wordt een peperbus genoemd en daar heeft de Carnavalsvereniging haar naam aan te danken.

## Bekende (ex-)inwoners
- Antoon Veerman (1916-1993), politicus
- Jan Zeeman (1942-2020), ondernemer

## Nabijgelegen kernen
Esbeek, Hooge Mierde, Hulsel |Hilvarenbeek, Bladel Netersel, Reusel, Hilvarenbeek, Ravels (België), Arendonk (België), Weelde (België) Postel.